# Kami, Miyagi
Kami (japanska: 加美町?, Kami-machi)) är en landskommun (köping) i Miyagi prefektur i Japan.  
Kommunen bildades 2003 genom en sammanslagning av kommunerna Miyazaki, Nakaniida och Onoda.